# Harold Schultz
Harold Henry Schultz (ur. 28 stycznia 1925 w Detroit, zm. 16 maja 1995 w Los Angeles) – kapral United States Marine Corps. Był jednym z sześciu żołnierzy uwiecznionych na słynnym zdjęciu Joego Rosenthala z 23 lutego 1945, przedstawiającym tzw. drugie zatknięcie flagi amerykańskiej na górze Suribachi.

## Życiorys
Od 1943 służył w United States Marine Corps. W styczniu 1945 dywizja, w której służył opuściła Hawaje i popłynęła na Iwo Jimę. Wziął udział w walkach o zdobycie wyspy. Był jednym z sześciu żołnierzy uwiecznionych na zdjęciu z 23 lutego 1945, przedstawiającym tzw. drugie zatknięcia flagi amerykańskiej na górze Suribachi. 13 marca 1945 został ranny i ewakuowano go z wyspy. 17 października 1945 Harold Schultz w stopniu kaprala odszedł ze służby do cywila.
Jego figura jest częścią pomnika Marine Corps War Memorial, odsłoniętego 10 listopada 1954.

## Odznaczenia
- Purpurowe Serce
- Combat Action Ribbon
- Navy Presidential Unit Citation
- Medal Kampanii Amerykańskiej
- Medal Kampanii Azji-Pacyfiku
- Medal Zwycięstwa w II Wojnie Światowej